# Holiday on Ice

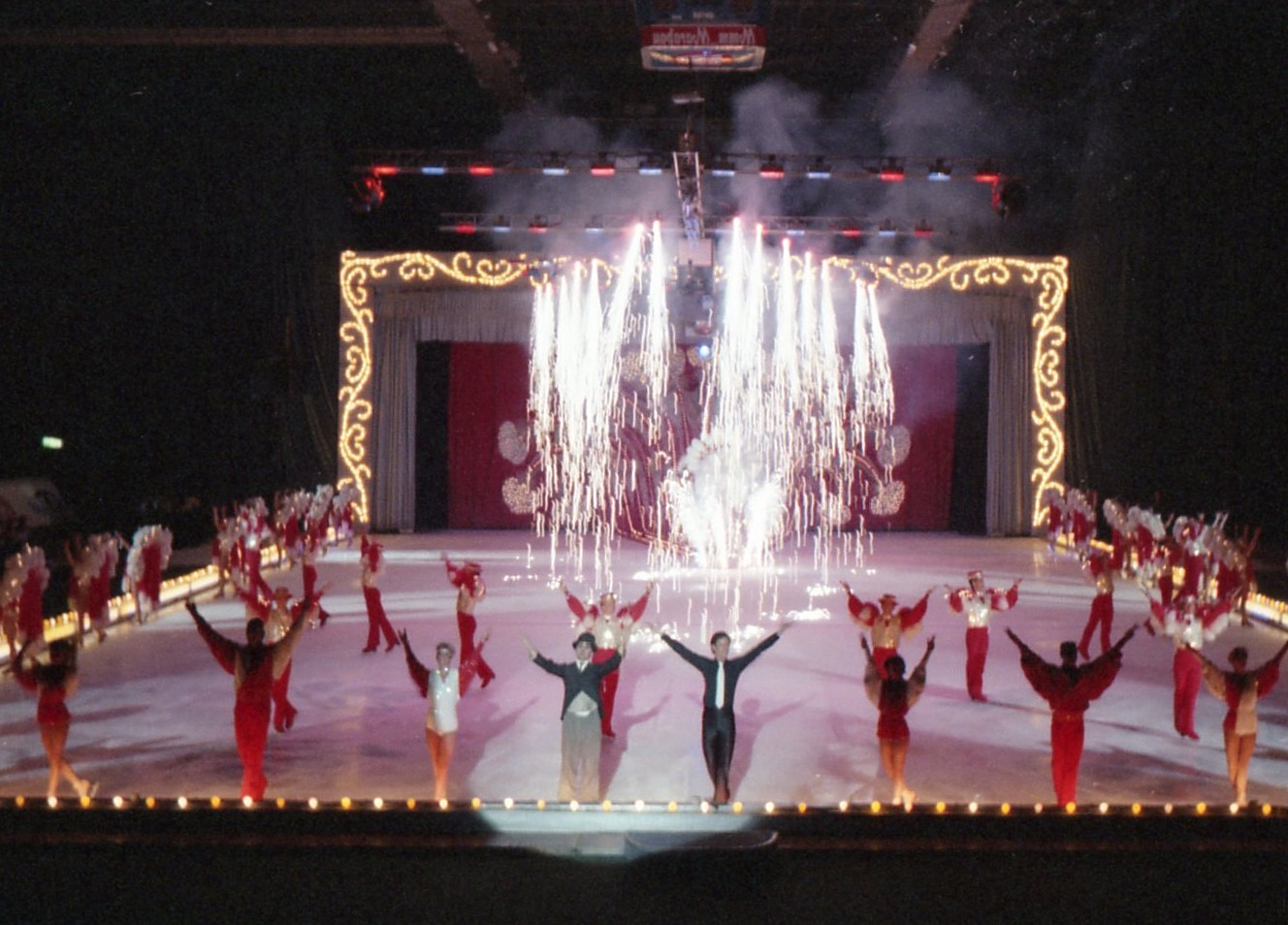
Una rappresentazione di Holiday On Ice nel 1986

Holiday on Ice è uno spettacolo di pattinaggio su ghiaccio, creato nel Natale del 1942 negli USA e diventato itinerante subito dopo. Rappresentato in numerosi Paesi del mondo, che l'hanno anche trasmesso in televisione, ha raccolto a tutt'oggi quasi 330 milioni di spettatori, il che ne fa la manifestazione più seguita di tutti i tempi nel suo genere.
Dal 2014 i diritti sullo show sono stati acquisiti da CTS Eventim, che dal 1996 erano detenuti dalla Endemol. 

## Storia
Ideato da Carl Snyder e Donn Arden, lo show debuttò il 25 dicembre 1942 nella patinoire di un hotel a  Toledo, nell'Ohio,  e venne replicato tutti i giorni fino al 1º gennaio 1943: la sua denominazione è dovuta al fatto che le rappresentazioni si tennero appunto durante il periodo natalizio. Lo spettacolo riscosse un enorme successo, superiore alle aspettative, attirando una gran folla di spettatori, tra cui i fratelli Gilbert che si proposero di trasformarlo in uno show itinerante. Con l'aiuto di Morris Chalfen, essi svilupparono una pista di ghiaccio, perfettamente smontabile. Il 2 novembre 1943 ebbe inizio il secondo ciclo di rappresentazioni, che coinvolsero anche questa volta l'albergo di Toledo.
Per alcuni anni lo show si tenne solo in città statunitensi. Nel 1947 fu portato finalmente in nazioni straniere: Messico e Cuba. Nel 1949 quasi tutti i Paesi dell'America Latina ospitarono almeno una volta Holiday on Ice. Nel 1950 lo spettacolo approdò in Europa, toccando Francia, Italia, Belgio e Svizzera; nel 1951 fu la volta di Portogallo e Germania; nel 1952 anche la Spagna conobbe Holiday On Ice. Nel 1953 i pattinatori di Holiday on Ice si esibirono per la prima volta in Paesi asiatici e anche nell'URSS, nonostante la guerra fredda. Si dovette aspettare invece fino al 1955 per la sua "prima" in Inghilterra, che ebbe luogo al Wembley Empire Pool di Londra. Nel 1960 la manifestazione fu allestita anche su suolo africano.
Nei vari decenni alcuni campioni di pattinaggio su ghiaccio sono entrati nel cast dello show dopo il loro ritiro dalle competizioni sportive, come Sonja Henie, che vi rimase dal 1953 fino al 1956, e Katarina Witt; tuttavia la maggior parte dei pattinatori che animano o che hanno animato Holiday on Ice non sono particolarmente famosi (al contrario di show simili come Stars on Ice e Champions on Ice), in quanto gli organizzatori hanno sempre puntato più sulla qualità complessiva della produzione che non sui nomi di richiamo. Tra i tanti coreografi ingaggiati negli anni si annoverano Stephanie Andros, Willi Bietak, Marie Carr, Kevin J. Cottam, Francis Demarteau, Sarah Kawahara, Karen Kresge, Jérôme Savary, Ted Shuffle, Anthony Van Laast, Robin Cousins, Frank Wentink, Mark Naylor, Bart Doerfler, Christopher Dean e Kim Gavin.

## Curiosità
- Lo spettacolo Holiday on Ice appare nel film Una bruna indiavolata! (1951) di Carlo Ludovico Bragaglia.